# Phuphena parallela
Phuphena parallela är en fjärilsart som beskrevs av George Francis Hampson 1904. Phuphena parallela ingår i släktet Phuphena och familjen nattflyn. Inga underarter finns listade i Catalogue of Life.